# Willi Hüfner
Wilhelm (Willi) Hüfner (* 8. Februar 1908 in Wixhausen bei Darmstadt; † 28. Mai 2010) war ein deutscher Statistiker und Raumplaner, Präsident des Hessischen Statistischen Landesamts (1948–1973, Wiesbaden) und einer der Herausgeber des Allgemeinen Statistischen Archivs (1961–1972).

## Ausbildung
Nach einer Lehre als Werkzeugmacher und einigen Berufsjahren als Geselle begleitet von kontinuierlicher Weiterbildung wurde er nach einer Begabtenprüfung zum Hochschulstudium zugelassen. Willi Hüfner studierte von 1931 bis 1934 Volks- und Betriebswirtschaftslehre, Soziologie und Statistik an der Universität Heidelberg. 1933 wurde ihm der Titel Dipl.-Volkswirt verliehen und er arbeitete danach auf die Promotion zu. 1936 wurde Willi Hüfner der Titel eines „Dr. rer. pol.“ an der Universität Heidelberg verliehen. Seine Doktorarbeit erschien 1936 unter dem Titel Die Neuordnung der deutschen Verkehrswirtschaft unter dem Einfluß der Arbeitsbeschaffungsmaßnahmen. Hüfners Doktorvater war der Heidelberger Ökonom und Soziologe Carl Brinkmann (Institut für Sozial- und Staatswissenschaften der Universität Heidelberg). In den Jahren 1935 (ab 1. September) bis 1936 (bis 31. August) wirkte Willi Hüfner als Forschungs-Assistent am Institut für Sozial- und Staatswissenschaften (InSoSta) der Universität Heidelberg. Der Soziologe Carsten Klingemann bezeichnet Willi Hüfner – neben dem später viel prominenteren Ökonomen Karl Schiller – als einen „langjährigen Schüler“ Carl Brinkmanns.

## Wechsel in die Industrie
Willi Hüfner wechselte dann jedoch aus der akademischen Welt in die Welt der Wirtschaft. Ab dem Herbst 1936 bis Juni 1945 war er in der Wirtschaftskontrolle bei den Junkers Flugzeug und Motorenwerke AG in Dessau tätig, ab 1939 als Abteilungsleiter.

## Karriere in der amtlichen Statistik der frühen Bundesrepublik Deutschland
Das änderte sich mit der Auflösung des nationalsozialistischen „Dritten Reiches“. Willi Hüfner fand ab April 1946 ein berufliches Fortkommen in der Abteilung Wirtschaftsbeobachtung des Hessischen Statistischen Landesamts (1946–1948). In den Folgejahren stieg Hüfner zum Präsidenten des Hessischen Statistischen Landesamts (1948–1973) auf. Ab 1966 leitete er zusätzlich die Abteilung Forschung und Planung bei der hessischen Staatskanzlei. Folgende Aufgabenfelder werden Willi Hüfner in der amtlichen Statistik zugeschrieben:
- Auf- und Ausbau der Regionalstatistik für die Erfordernisse der Planung, insbesondere methodische Vorarbeiten und der ersten vergleichbaren Berechnungen des Sozialproduktes für die Bundesländer, Landkreise und kreisfreien Städte;
- Beiträge zur Statistischen Landeskunde und ihre Beschreibung;
- Mitwirkung an der Landesentwicklungsplanung: PlanersteIlung und Überwachung der Durchführung in Hessen[2]

Willi Hüfner war Mitherausgeber der Zeitschrift Allgemeines Statistisches Archiv (1961–1972) und Mitherausgeber der Zeitschrift „Wirtschaft und Statistik“. Hüfner war seit 1949 Mitglied der Deutschen Statistischen Gesellschaft; dem Vorstand der DStatG gehörte er in den Jahren 1960 bis 1972 an.
Hüfner war weitgehend unter der sozialdemokratischen Regierung Zinn von 1963 bis 1970 Beauftragter für den Großen Hessenplan. In den Jahren 1970 bis 1973 (Kabinette Osswald I und II) war er Ministerialdirektor und Leiter der Abteilung Forschung und Planung in der Hessischen Staatskanzlei (Leitung Referat III A).

## Weitere Aufgabenfelder in der administrativen und politischen Beratung
- In den Jahren 1954 bis 1972 war Willi Hüfner Mitglied und Vorsitzender des Arbeitskreises der Bundesländer zur Erarbeitung und Berechnung des Sozialproduktes der Bundesländer, Landkreise und kreisfreien Städte.[2]
- Ab 1953 gehörte Willi Hüfner als ordentliches Mitglied der Hannoveraner Akademie für Raumforschung und Landesplanung (ARL) an. Er war dort aber nur in geringem Umfang tätig.[4]
- Willi Hüfner gehörte dem wissenschaftlichen Beirat des Bad Godesberger Instituts für Raumforschung bzw. der Bundesforschungsanstalt für Landeskunde und Raumordnung an.[5]
- Willi Hüfner zählte zu den Teilnehmern an der für die Entwicklung der empirischen Sozialforschung in der Bundesrepublik Deutschland wichtigen Weinheimer Tagung (Dezember 1951).[6]
- Hüfner war seit 1965 Mitglied der Arbeitsgemeinschaft zur Verbesserung der Agrarstruktur (AVA) in Hessen.[2]

## Ehrungen
- Großes Verdienstkreuz der Bundesrepublik Deutschland (1. Juni 1973)
- Ehrenmitglied der Deutschen Statistischen Gesellschaft (1972)

## Werk (Auswahl)
Veröffentlichungen
- Wirtschaftliche Verflechtungen in Südwestdeutschland. Berlin 1935.
- Die Neuordnung der deutschen Verkehrswirtschaft unter dem Einfluß der Arbeitsbeschaffungsmaßnahmen. Berlin 1936 (zugl.: Heidelberg, Univ., Diss., 1936)
- Wirtschaftliche Gemeindetypen. In: Raum und Wirtschaft. ARL-FuS Bd. 111, Bremen 1952.
- Zehn Jahre Statistische Landesämter in der Bundesrepublik, in: Allgemeines Statistisches Archiv, Jg. 67, 1956, S. 38–44.
- Fünfzig Jahre Deutsche Statistische Gesellschaft (1911-1961), Sonderdruck des ASA, 1961.
- (mit Gerhard Fürst): Geschichte und Wirkungsmöglichkeiten der Deutschen Statistischen Gesellschaft. Wiesbaden 1961
- (Hrsg.) Die Statistik im Dienste der Wirtschaftspolitik. Festschrift für Gerhard Fürst zu seinem 70. Geburtstag. In: Allgemeines Statistisches Archiv, Bd. 51 (1967).
- Großer Hessenplan. In: Handwörterbuch der Raumforschung und Raumordnung, Hannover (1966).
- Einige Aspekte zur Methodik staatlicher Planung. In: Planung III, Baden-Baden 1968.
- Ein System intergierter Entwicklungsplanung und Raumordnung, ARL 1972.

Amtliche Schriften
- Allgemeines Zahlenbild von Groß-Hessen. Hessisches Statistisches Landesamt
- Das Land Hessen im Rahmen der Neugliederung des Bundesgebietes. Gutachten der Landesregierung (1954).